# Saltholm
Saltholm er en dansk ø, der ligger i Øresund 5 kilometer øst for Amager. Det er Danmarks 21. største ø Øen hører til Tårnby Kommune. Øresundsforbindelsen passerer en kilometer mod sydvest om øen. Øens areal er 16 km², og den måler fra nord til syd 7 kilometer, mens den er 2,5 kilometer bred. De højeste naturlige bakker er fra 1-2 meter over den flade strandeng. Højeste punkt er Harehøj (3 meter over havets overflade). Træer er der så godt som ingen af, og øen har en flad strandeng, som oversvømmes i stormvejr, øen har derfor siden middelalderen primært været brugt til græsning. Flere hundrede køer og får græsser på øen om sommeren. Øen ejes af grundejere på Amager og bestyres af Saltholmsejerlauget, der købte øen af Staten i 1873 for 31.000 rigsdaler. Kreaturer sikrer, at øen ikke gror til, hvorved det store antal ynglefugle ville forsvinde.
Øens grundvand er saltholdigt og udrikkeligt for mennesker, men kreaturerne vænner sig hurtig til det oppumpede vand. Der er ingen elektricitetsforsyning, men strøm får man fra solenergi eller en generator. Nye huse må ikke opføres på øen på grund af fredning, men der er omkring 10 sommerliggere på øen, blandt andet på kalktippen, der består af 'affald' fra kalkbrydningens tid
Plantelivet er rigt og omfatter blandt andre blå Iris, lægeurterne almindelig bulmeurt og almindelig hjertespand og den sjældne øresunds-hønsetarm. Øens unikke planteliv var i 1983 medvirkende til, at øen blev fredet. En planlagt ny lufthavn på Saltholm blev herefter opgivet.
Der er kun markveje og stier, men en vandretur i gummistøvler på øens nordside, fra bådehavnen Barakkebo, giver gode muligheder for at opleve øens enestående fugle- og planteliv.
Øens fugleliv er et af Danmarks rigeste. I træktiden kan øen tiltrække omkring 70.000 fugle, mens 18.000 par fugle hvert år yngler på øen. Særligt skal nævnes edderfuglekolonien, der ikke blot er Danmarks største, men også den største i Nordeuropa. Øen har også en lille sælkoloni. De tidligere så omfattende mågekolonier på Saltholm har siden midten af 1970'erne været udsat for regulering som følge af faren for konfrontationer med flytrafikken (de såkaldte bird strikes) i tilknytning til Københavns Lufthavn i Kastrup. Den største af ternearterne, rovternen, der normalt er en sjælden gæst i Danmark, som kun observeres undervejs på træk, ynglede i sommeren 2008 i det lukkede fuglereservat på Saltholm.
Den sydlige del af øen fra Holmegården er utilgængelig for offentligheden i fuglenes yngletid fra 1. marts til 15. juli.
Saltholm består af et tyndt lag muld med græs på et underlag af kalk og flintesten. Kalk fra øen blev tidligere brugt til mørtel og især til genopbygningen af København efter de omfattende brande i 1700-tallet samt til opførelsen af Kronborg. Den erhvervsmæssige brydning standsede i 1935.
Det har tidligere været muligt at besøge Saltholm med postbåd. Dette er dog ikke muligt længere.

## Historie
Saltholms historie går tilbage til omkring år 1230. Det år optrådte navnet første gang, i Kong Valdemars Jordebog, hvori man kan læse, at Valdemar Sejr skænkede øen til Roskildebispen Niels Stigsen.
I år 1280 fik Københavns borgere ret til at bryde kalksten på Saltholm. I år 1521 gav Christian II hollænderne på Amager ret til at bruge, bebygge og beholde øen Saltholm, og dermed retten til at bryde kalk. Der bliver indført fælles græsning og mejeribrug.
I år 1541 protesterede de danske amagere, med støtte af Rigsrådet, mod hollændernes uindskrænkede ret til Saltholm. Som resultat blev det ved kongeligt brev besluttet, at give samme rettigheder til de danske amagere som til hollændere. I år 1547 flyttede de fastboende hollændere bort fra øen, som herefter blev overdraget til samtlige beboere på Amager.
I år 1658 forblev Saltholm dansk ved Roskildefreden. I år 1670 stadfæstede Christian den femte hollændernes rettigheder, men tog forbehold med hensyn til ejendomsretten. Endvidere afløstes den årlige afgift i form af kalksten, der var ydet gennem 150-200 år, af landgilde betalt i rede penge.
Under pestepidemien i 1709 blev Saltholm anvendt som karantænestation. Alle udlændinge, der ønskede at besøge København, skulle opholde sig 40 dage på øen. Saltholm blev af staten i 1873 solgt til landmænd på Amager og er i dag ejet af cirka 200 lodsejere.
Militært var øen i begyndelsen af 1900-tallet en del af Københavns befæstning. Under 1. verdenskrig blev der opstillet to kanonbatterier, Barakke og Saltholm batterierne, og der var udstationeret soldater. I 1915 blev der bygget et tipvognsspor, som forbandt kanonerne med havnen.
Der har været faste beboere på øen siden middelalderen, og i en kort årrække fra 1919 til 1936 havde øen en skolebygning. Størst har befolkningstallet været om sommeren. I alt omfatter bebyggelserne på Saltholm to gårde og 12 huse. Siden 1970 har øen under ti faste beboere.